# Wilfersdorf
Wilfersdorf es una localidad del distrito de Mistelbach, en el estado de Baja Austria, Austria, con una población estimada a principio del año 2018 de 2175 habitantes. 
Se encuentra ubicada al noreste del estado, al norte de Viena y cerca de las fronteras con República Checa y Eslovaquia.